# Recchia moema
Recchia moema là một loài bọ cánh cứng trong họ Cerambycidae.